# Frangy-en-Bresse
Frangy-en-Bresse település Franciaországban, Saône-et-Loire megyében. Lakosainak száma 672 fő (2022. január 1.). Frangy-en-Bresse Le Tartre, Bletterans, Cosges, Le Fay, Montcony, Saillenard, Saint-Germain-du-Bois és Sens-sur-Seille községekkel határos.

## Népesség
A település népességének változása:
| Lakosok száma | 638  | 629  | 634  | 621  | 636  | 651  | 666  | 667  | 672  |
|               | 2013 | 2015 | 2016 | 2017 | 2018 | 2019 | 2020 | 2021 | 2022 |